# Habitatge a la plaça de l'Ajuntament, 3 (Esparreguera)
L'Habitatge a la plaça de l'Ajuntament, 3 és una casa del municipi d'Esparreguera (Baix Llobregat) inclosa en l'Inventari del Patrimoni Arquitectònic de Catalunya.

## Descripció
L'edifici és una obra modernista de planta baixa, pis i golfes. Al primer pis hi ha dos balcons amb la barana de ferro forjat; les portes tenen al voltant un marc còncau que està vorejat per una franja de ceràmica vidriada verda. Al centre de la façana hi ha una decoració feta de ceràmica: una creu blava amb decoració floral en mig d'un rombe verd.
A les golfes hi ha dues obertures, cadascuna té tres petits arcs de mig punt separats per columnes i un ampit de pedra. La planta baixa i el pis estan separats per una motllura d'obra. La coberta és a dues aigües de teula àrab i acabada amb un gran voladís, sostingut per bigues de fusta i enrajolat. Pel que fa a l'interior, destaquen unes arcades d'estil gòtic.